# Kurbits

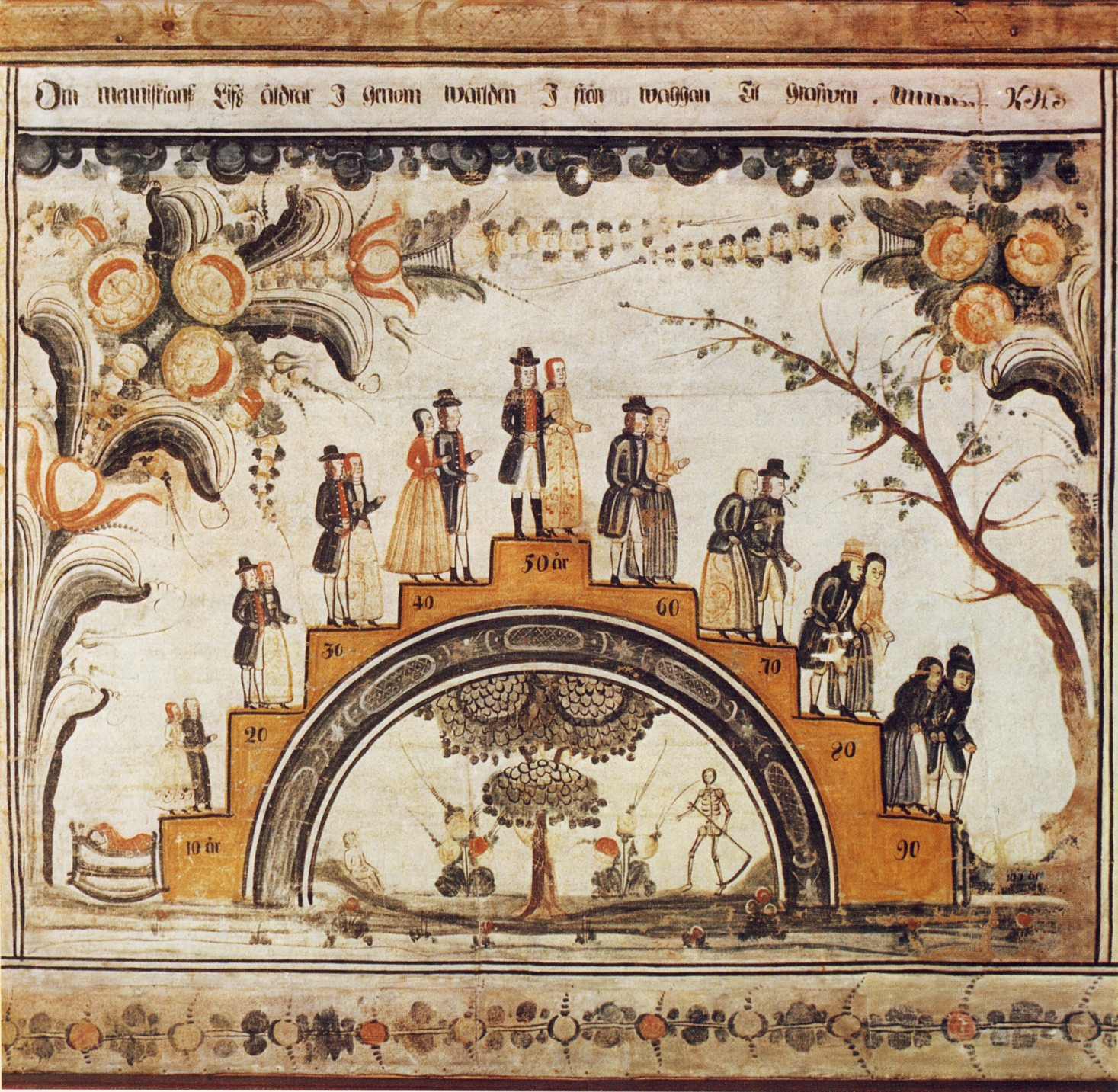
Die Alterstreppe
Winter Carl Hansson, 1799.

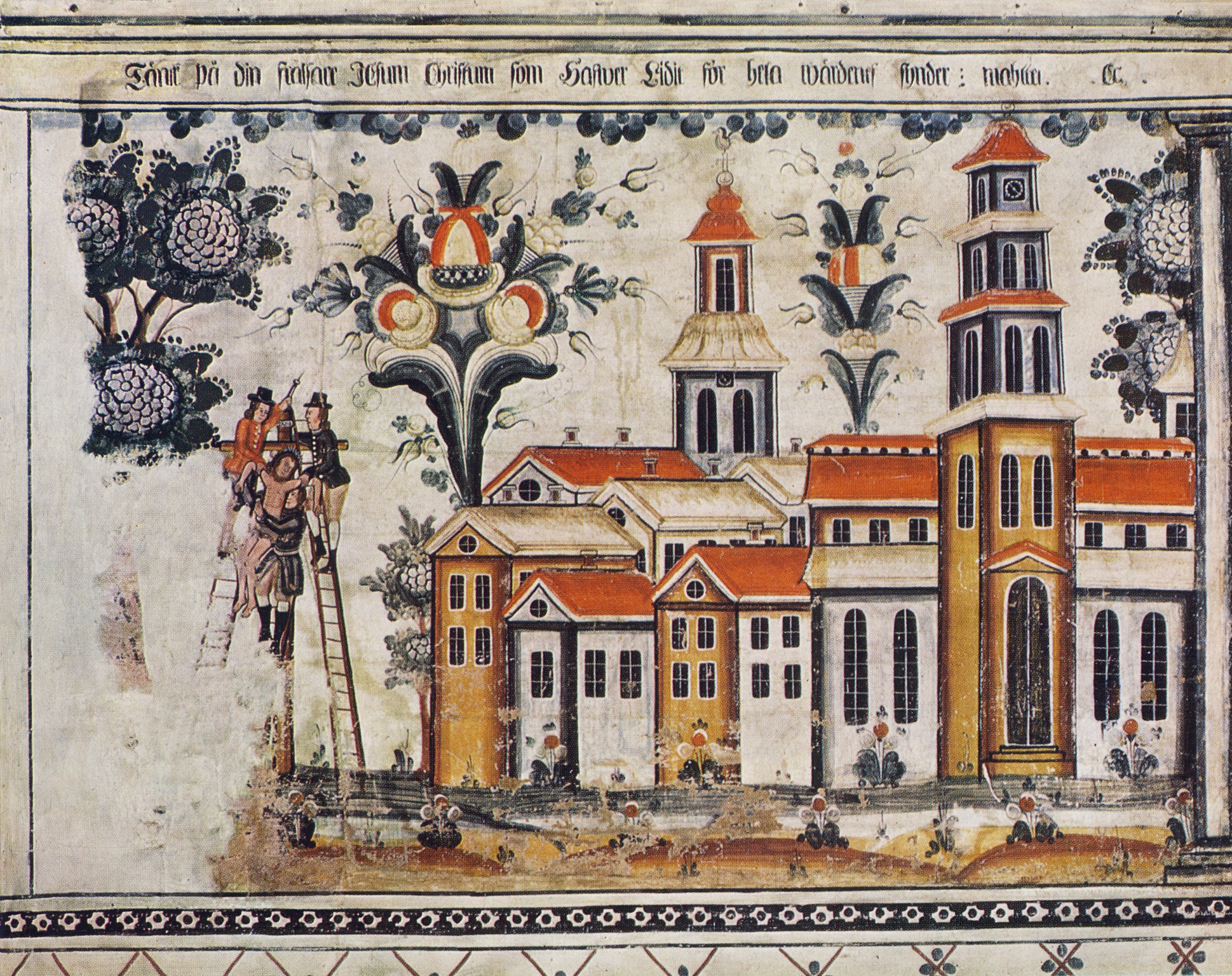
Christus wird vom Kreuz genommen
Winter Carl Hansson, 1801.

Kurbits oder Kurbitsmalerei (schwedisch kurbits) ist eine historische, dekorative Malerkunst, die hauptsächlich in der schwedischen historischen Provinz Dalarna ausgeführt wurde. Der Begriff hat vermutlich seinen Ursprung im lateinischen Wort cucurbita (Kürbis). Es handelt sich hierbei um die Darstellung von farbenfrohen Fantasiegewächsen mit übertrieben großen Blumen und Blättern, oftmals im Zusammenhang mit religiösen Motiven.
In älteren Bibelübersetzungen war kurbits die Übersetzung des hebräischen Wortes für Baum oder Busch. Im biblischen Buch Jona lässt Gott einen Rizinus-Busch oder Baum wachsen, um dem Propheten Jona Schatten zu spenden. Vermutlich ist diese Erzählung der Ausgangspunkt für die Kurbitsmalerei in Dalarna.
Die Malerei wurde oftmals von wandernden Malern ausgeführt, diese gingen von Hof zu Hof und bemalten Einrichtungsgegenstände wie Schränke und Truhen. Auch Wandmalereien wurden ausgeführt, wie beispielsweise vom bekannten Maler Winter Carl Hansson im Danielsgården in Bingsjö. Seine Arbeiten stehen heute unter Denkmalschutz.
Als Vorlage dienten einfache Bilddrucke aus Deutschland oder Frankreich des 16. und 17. Jahrhunderts. Ein beliebtes Motiv war die Alterstreppe, die den Lebenslauf symbolisch durch auf- und absteigende Treppenstufen darstellt. Die Malerei hatte ihren Höhepunkt während der Jahre 1780 bis 1870.
Auch heute werden Kurbitsmalereien zur dekorativen Ausschmückung auf Schränken und Truhen ausgeführt oder auf Souvenirartikeln wie Schneidebrettchen und dem bekannten roten Dalarna-Pferdchen.